# Danzig (album)
Danzig I to debiutancki album studyjny amerykańskiego zespołu muzycznego Danzig. Wydany 30 sierpnia 1988 roku przez Def American. Nagrań dokonano w studiach nagraniowych Atlantic Recording Studios oraz w Chung King Metal w Nowym Jorku pomiędzy wrześniem 1987 a kwietniem 1988 roku a zmiksowano w Smoke Tree and Village. Kompozytorem prawie wszystkich utworów jest Glenn Danzig, wyjątkiem jest „The Hunter” – to przeróbka oryginalnej piosenki jednego z trzech królów bluesa Alberta Kinga.
Utwór „Mother” był hitem w radio i w stacji muzycznej MTV na przełomie 1993 i 1994 roku, był także wykorzystywany na wielu różnych rockowo-metalowych kompilacjach włączając ścieżkę dźwiękową gry komputerowej Grand Theft Auto: San Andreas.

## Lista utworów
1. „Twist of Cain” – 4:18
2. „Not of This World” – 3:42
3. „She Rides” – 5:11
4. „Soul on Fire” – 4:37
5. „Am I Demon” – 4:57
6. „Mother” – 3:25
7. „Possession” – 3:56
8. „End of Time” – 4:03
9. „The Hunter” – 3:32
10. „Evil Thing” – 3:16

## Twórcy
- Glenn Danzig – śpiew, pianino, instrumenty klawiszowe
- Eerie Von – gitara basowa
- John Christ – gitara elektryczna, gitara akustyczna
- Chuck Biscuits – perkusja
- James Hetfield – śpiew (gościnnie w tle w utworach „Twist of Cain” i „Possesion”)
- Rick Rubin – produkcja
- Dave Bianco – inżynier dźwięku
- Steve Ett – inżynier dźwięku
- Jim Scott – inżynier dźwięku

## Wydania
- Def American, Geffen Records, 30 sierpnia 1988, wydanie amerykańskie na płycie kompaktowej, gramofonowej oraz na kasecie magnetofonowej
- London Records, Def American, październik 1988, wydanie brytyjskie i niemieckie na płycie kompaktowej oraz gramofonowej
- Def American, 1989, wydanie europejskie na płycie gramofonowej
- PolyGram, 1989, wydanie australijskie na płycie gramofonowej
- American Recordings, 1994, reedycja amerykańska na kasecie magnetofonowej
- BMG, 24 marca 1995, wydanie japońskie na płycie kompaktowej, zawierające wkładkę z biografią oraz tekstami utworów, przetłumaczonymi na język japoński
- American Recordings, 1995, reedycja amerykańska na płycie kompaktowej
- Columbia Records, Sony, czerwiec 1998, reedycja amerykańska i europejska na płycie kompaktowej i kasecie magnetofonowej
- American Recordings, Island Def Jam, 19 czerwca 2002, reedycja amerykańska na płycie kompaktowej

## Single
1. Mother 1988

## Wideografia
- „Am I Demon” – Peter Dougherty, Vincent Giordano, Glenn Danzig, 1988
- „Twist of Cain” – Peter Dougherty, Dale Pierce-Johnson, 1988
- „She Rides” – Glenn Danzig, Vincent Giordano, Ric Menello, 1988
- „Mother” – Ric Menello, Vincent Giordano, 1988